# Independencia (municipio de Paraguay)
Independencia es un distrito paraguayo del departamento de Guairá. Está situado sobre la cordillera del Ybytyruzú. Es un centro de atracción turística debido al paisaje que lo rodea.  

## Historia

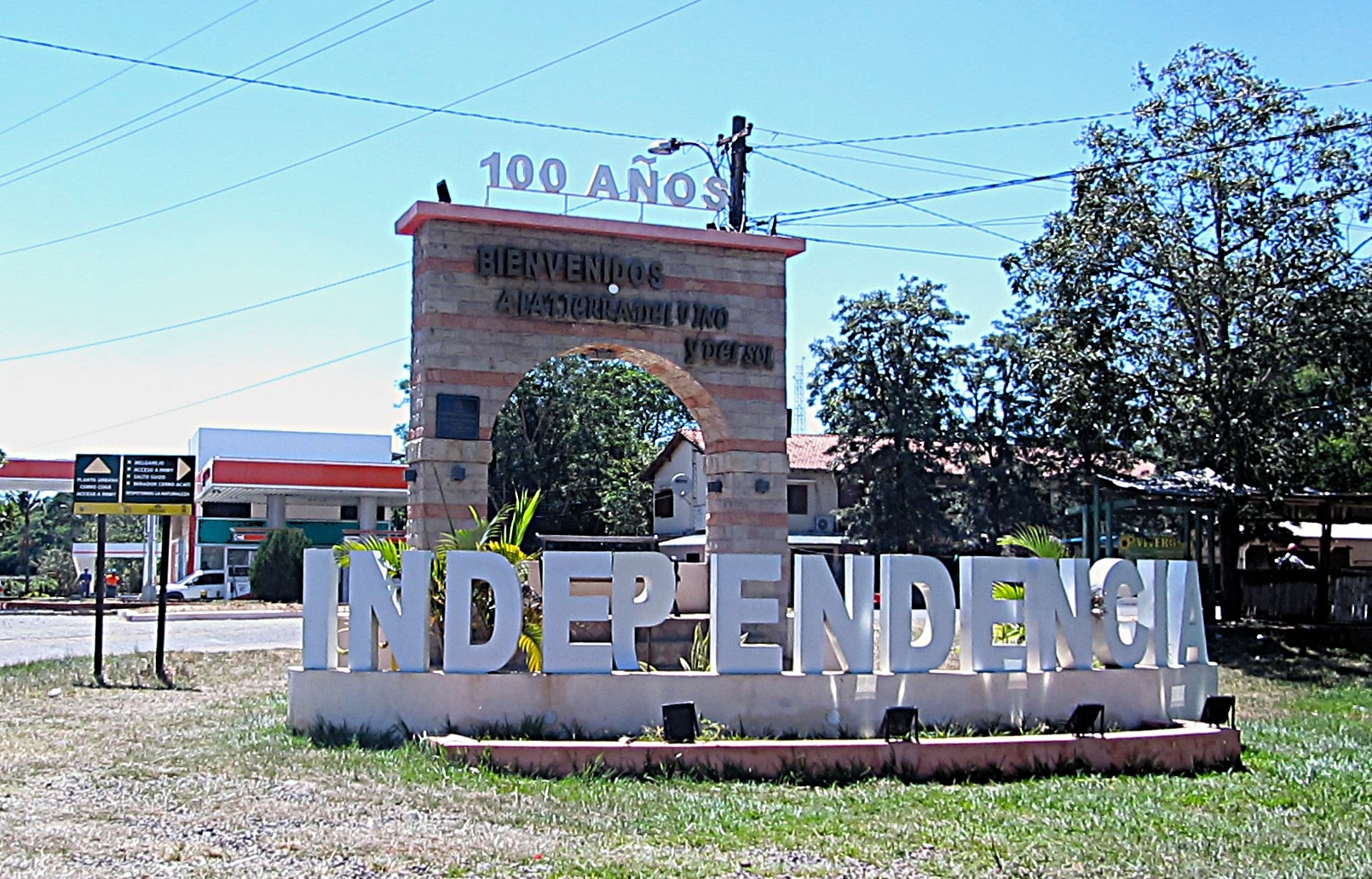
Acceso a Colonia Independencia.

Indígenas mbyás y guayakíes fueron los primeros habitantes de la zona. Era conocida como "Muvévo", que es el nombre que ellos daban a la planta que fumaban con pipas. 
Al llegar al paraguayos y otros occidentales, al paraje empezó a llamársele primero Kuruzupé (cruz plana).debido a un cajón en forma de cruz que trajo una familia alemana y luego Campo Melgarejo, en honor al emprendedor guaireño Conrado Melgarejo.  Fue fundado el 17 de enero de 1920 como Colonia Independencia Nacional, dentro del municipio de Mbocayaty.

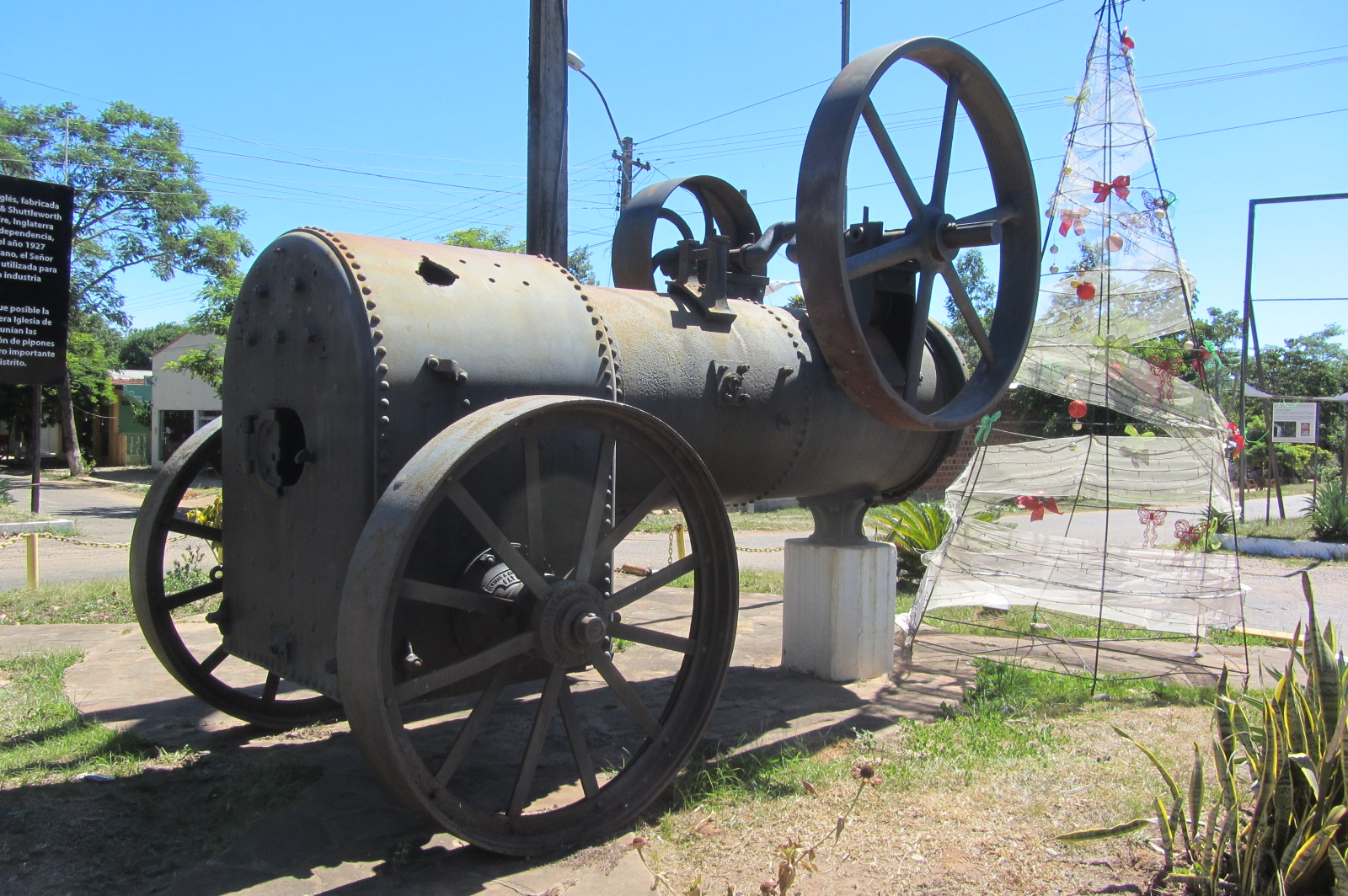
Caldera de origen inglés utilizada para dar vida al primer aserradero de Colonia Independencia, expuesta en una rotonda de la ciudad.

Su fundador fue el concepcionero Genaro Romero, funcionario público, periodista y defensor de la causa campesina paraguaya. Adquirió nivel de municipio el 23 de junio de 1955 y su área original incluía al actual Paso Yobái
En 1928, fue sede de la Fundación del Partido Nazi en Paraguay. Los primeros inmigrantes alemanes fueron militares retirados de la Primera Guerra Mundial, venidos de Baden-Württemberg y Baviera. También llegaron otros germanos de Austria y Suiza, todos ellos se sumaron a la población paraguaya ya establecida en la zona.

## Geografía
Independencia se encuentra en la zona Centro-Este del departamento de Guairá. Limita al norte con Natalicio y Troche, al sur con Garay y Fassardi, al este con Paso Yobái, y al oeste con Mbocayaty y Villarrica.
Riegan su territorio los arroyos Guazú y Tacuaras, ambos afluentes del río Tebicuarymí.

## Demografía
Cuenta con 19 235 habitantes según el censo paraguayo de 2022. Es el segundo distrito más poblado del departamento después de la capital, Villarrica. 
La población es mayoritariamente rural y se encuentra distribuida en las compañìas Itatí. Vista Alegre, Melgarejo, Las Mercedes, Cerrito, Cerro León, Cerro Corá, San Pedro, San Gervasio, Santa Cecilia, Itá Azul, Niño Jesús, Planta Urbana, Carlos Pfannl, Yoveré, Yroysá, Zorrilla Cué y Pireca.  

## Economía

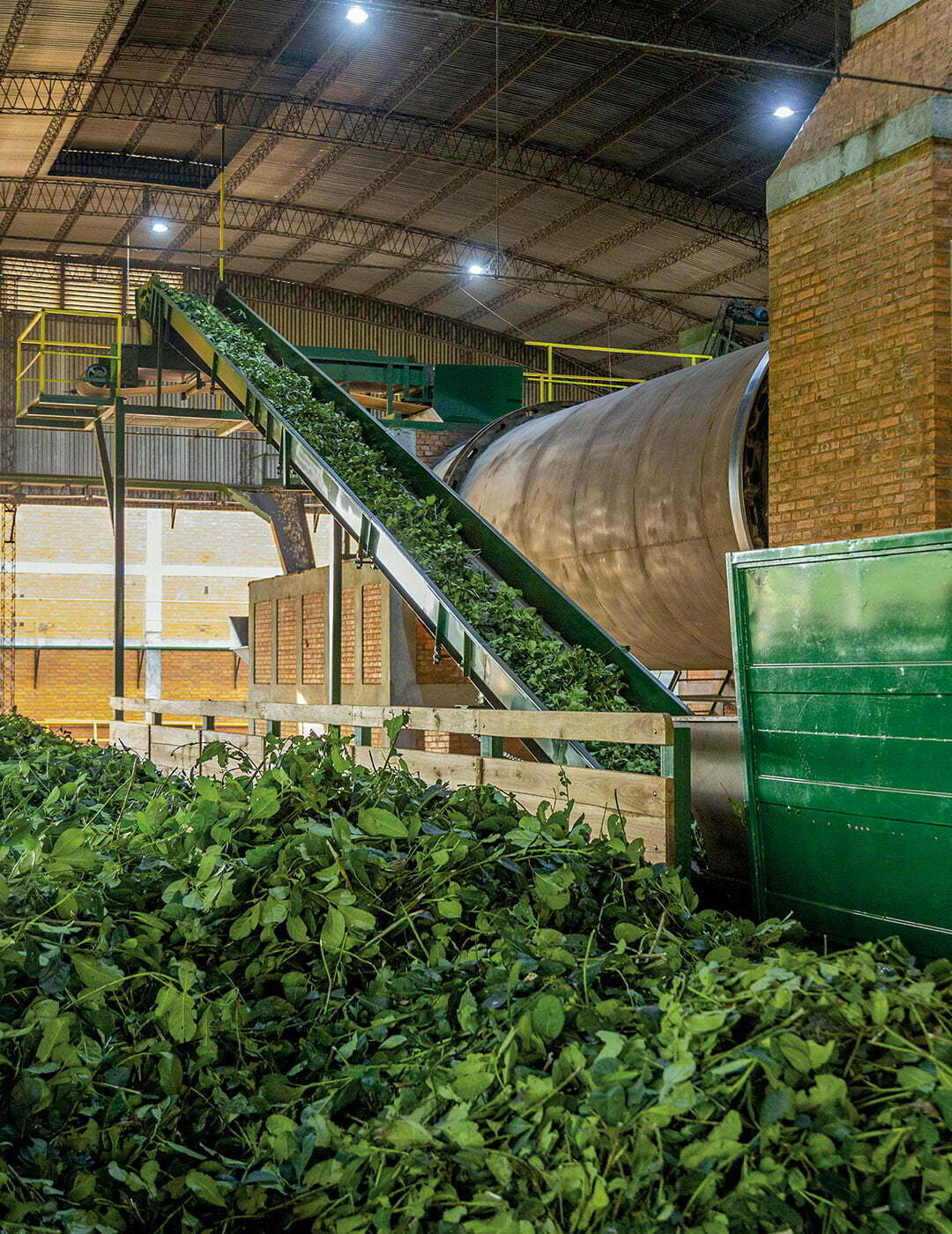
Industria local de yerba mate.

A finales de los 1920s, un inmigrante alemán de apellido Vogt introdujo las primeras cepas de vid y así se inició la viticultura. Aparte de la vid, los cultivos importantes son caña de azúcar, algodón y yerba mate.
La cooperativa local llamada Carlos Pfannl produce pollos parrilleros y alimentos balanceados para vacunos, cerdos y aves. La capacidad de producción de balanceados es de 10.000 kilos por hora y una capacidad de silos de 3 millones de kilos. Además de ofrecer servicios bancarios y veterinarios. Existen pequeñas industrias de aserraderos y yerbateras desde principios de finales de los años 1930.
Una de las marcas locales Yerba Mate La Bombilla es el auspiciante oficial de Guaireña FC.    

## Cultura

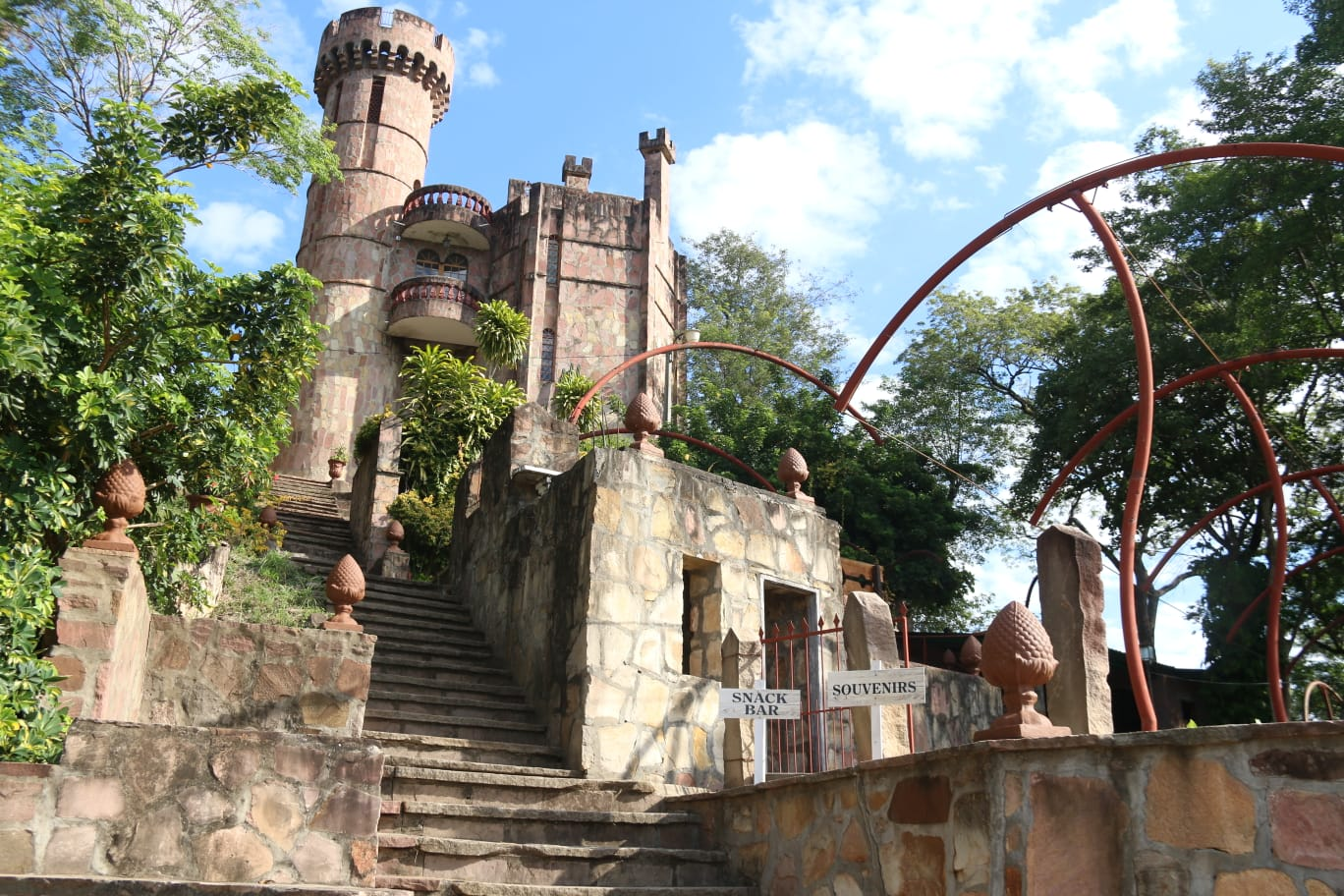
Vista desde la base del Castillo Echauri.

Muy célebre a nivel nacional es su versión local del Oktoberfest, al que llaman Chopp Fest y que tiene lugar en el Club Deportivo Alemán. Se realiza desde 1978 y atrae a visitantes de todo el país y de Brasil y Argentina.
Cuenta con hospedajes y comedores que ofrecen gastronomía de influencias alemana y paraguaya. Su territorio es muy frecuentado para hacer acampadas y senderismo en los cerros Corá, Amor, Acatí y Buena Vista y en los saltos Cantera, Suizo, Pa'i y Mbyju'i.   
El Castillo Echauri y la iglesia San Vicente de Paul son dos estructuras interesantes de Independencia. El primero es una fortaleza de hormigón, ladrillo y piedra con el torreón más alto de 20 metros. Empezó a construirse en 1995 y está inspirado en castillos medievales de España, especialmente del antiguo Reino de Navarra. Inicialmente se usó como lugar de recreación de la familia Echauri pero luego fue convertido en parque temático con influencias de la serie Game of Thrones. El segundo es un templo católico en funcionamiento que data de 1939 hecho con piedras traídas a mano o en carretillas desde el arroyo Tacuaras por los feligreses de antaño.
En una de sus escuelas, la Escuela Alemana de Independencia (Deutsche Schule) se enseña alemán como lengua principal en la primaria. Además, Independencia posee un Coro Polifónico Local.